# Ukpe-Bayobiri jezik
Ukpe-Bayobiri jezik (ISO 639-3: ukp), nigersko-kongoanski jezik iz Nigerije, kojim govori oko 12 000 ljudi (1973 SIL) na području države Cross River u LGA Obudu i Ikom. Postoje dva diijalekta po kojima nosi ime, ukpe i bayobiri.
Zajedno s još 8 jezika čini podskllupinui bendi, to su: alege [alf], bekwarra [bkv], bete-bendi [btt], bokyi [bky], bumaji [byp], obanliku [bzy], putukwam [afe] i ubang [uba], svi iz Nigerije.

## Vanjske poveznice
- Ethnologue (14th)
- Ethnologue (15th)